# Villefranque (Pyrénées-Atlantiques)
Villefranque település Franciaországban, Pyrénées-Atlantiques megyében. Lakosainak száma 2957 fő (2022. január 1.). Villefranque Bassussarry, Bayonne, Jatxou, Mouguerre, Saint-Pierre-d’Irube és Ustaritz községekkel határos.

## Népesség
A település népessége az elmúlt években az alábbi módon változott:
| Lakosok száma | 2483 | 2603 | 2668 | 2671 | 2747 | 2822 | 2836 | 2893 | 2957 |
|               | 2013 | 2015 | 2016 | 2017 | 2018 | 2019 | 2020 | 2021 | 2022 |